# Shahrestān-e Eslāmābād-e Gharb
Shahrestān-e Eslāmābād-e Gharb (persiska: شهرستان اسلام آباد غرب, اسلام آباد غرب, اسلام آباد) är en delprovins (shahrestan) i Iran.   Den ligger i provinsen Kermanshah, i den västra delen av landet, 500 km väster om huvudstaden Teheran. Administrativt centrum är staden Eslamabad-e Gharb.
Delprovinsen hade 140 876 invånare 2016.